# Beppe Convertini
Giuseppe Convertini, detto Beppe (Martina Franca, 20 luglio 1971), è un attore, conduttore televisivo e conduttore radiofonico italiano.

## Biografia
Beppe Convertini nasce a Martina Franca, in provincia di Taranto, il 20 luglio 1971. Inizia la propria carriera nello spettacolo nel 1987, partecipando per due edizioni al Festival della Valle d'Itria a Martina Franca, che lascia dopo la maturità per studiare all'Università degli Studi di Torino, vincendo una borsa di studio, alla Facoltà di economia e commercio. Nel 1989, contemporaneamente agli studi universitari, intraprende la carriera di modello, calcando le passerelle dei più grandi stilisti a Milano, Parigi, New York e diventando testimonial di vari marchi nazionali ed internazionali da Fiat a 3 , da Gianfranco Ferre’ a Tecnogym.  Successivamente partecipa ad alcune produzioni televisive, radiofoniche, teatrali e cinematografiche. Nel 1994 debutta sul grande schermo con il film Belle al bar di Alessandro Benvenuti, con Eva Robin's, ed in TV con il Festivalbar su Italia 1, con Amadeus e Federica Panicucci. L'anno successivo conduce lo spazio giovani della trasmissione Canzone d'autore di Rai Uno.
Debutta a teatro ne Il passerotto, con Leopoldo Mastelloni, al Teatro antico di Taormina, palcoscenico che lo vedrà, negli anni a venire, protagonista come conduttore di festival. Nella seconda metà degli anni novanta è inviato del programma, Chi c'è... c'è su Rete 4, condotto da Silvana Giacobini. Ottiene una parte nel film Il cielo in una stanza di Carlo Vanzina, con Ricky Tognazzi ed Elio Germano. Dal 22 ottobre 2000 interpreta il ruolo di Giulio Stocchi nella soap opera di Canale 5 Vivere, che lo terrà impegnato fino al 2003. Nel 2004 è il protagonista del film Il fidanzato ideale, diretto da Claudio Bozzatello e distribuito dalla Eagle Pictures.
Nell'estate 2004 conduce Estate sul 2 su Rai 2, con Maria Teresa Ruta. Nel 2006 conduce, su Rai Radio 2, il programma radiofonico Gente della notte e recita nel film I giorni perduti di Bruno Gaburro, con Giancarlo Giannini e Katia Ricciarelli. Nel 2010 partecipa al Festival del Cinema di Venezia con il film fuori concorso Secondo tempo e, nel 2012, al Festival del cinema di Taormina con il film Baci salati. Sempre nel 2012, lavora nella fiction Fratelli detective, diretta da Rossella Izzo e con Enrico Brignano, in onda su Canale 5. È in tournée teatrale per due stagioni con lo spettacolo Sex in the City di Luca Biglione, dove interpreta il ruolo di mr. Big.
A teatro ritorna nel ruolo di Chuck nella piece Off, per la regia di Enrico Maria Lamanna. Debutta alla regia nel 2012 con lo spettacolo teatrale Ars Amandi, musiche, parole ed immagini d'amore in tournée nei musei italiani. Quest'ultimo lavoro lo impegna come autore, attore, regista e produttore: il successo di Ars Amandi continua anche nel 2013 con un secondo anno di tournée in cui ai musei, lungo la penisola, si aggiungono svariati teatri.
Dal 2012 al 2014 partecipa al programma Brave ragazze su Rai Radio 2, ed in seguito lo si vede impegnato nel programma radiofonico Che ci faccio qui, sempre su Rai Radio 2. Nell'estate del 2014 partecipa al Festival di Todi con la pièce teatrale 'Vico Sirene, per la regia di Enrico Maria Lamanna, con Massimiliano Gallo e Francesco di Leva.
ll 19 dicembre 2013 inaugura al Palazzo Ducale di Martina Franca la sua mostra Un girotondo di pace... sulla via di Damasco, racconto video-fotografico della sua missione umanitaria nel campo profughi siriano ad Aarsal nell'autunno 2013.
Nel 2015 interpreta, nel ruolo di Franco, la fiction, in onda su Canale 5, Le 3 rose di Eva 3, per la regia di Raffaele Mertes, con Anna Safroncik, Luca Ward e Roberto Farnesi.
Nel 2015 ricopre il ruolo di Antonino nel film Io che amo solo te, regia di Marco Ponti, prodotto dalla IIF con la collaborazione di Rai Cinema, con Riccardo Scamarcio, Laura Chiatti, Michele Placido, Luciana Littizzetto, Maria Pia Calzone.
Nel 2016 interpreta il ruolo di Lorenzo nella serie televisiva Non dirlo al mio capo, per la regia di Giulio Manfredonia, prodotta da Lux Vide per Rai 1, con Vanessa Incontrada.
Nel 2017 è sul set della commedia cinematografica Un figlio a tutti i costi, regia di Fabio Gravina, con Maurizio Mattioli, Roberta Garzia, Ivano Marescotti, nel ruolo di Nettuno Tritone, e del thriller Le grida del silenzio, per la regia di A. Sasha Carlesi, nel quale interpreta Maurizio, con Alice Bellagamba e Manuela Zero. Conduce nello stesso anno il programma L'Italia in vetrina, talk show trasmesso su Sky.
È testimonial della campagna Indifesa di "Terre des Hommes", in difesa delle bambine schiave domestiche, contro lo sfruttamento e la violenza sulle minori in Italia e nel mondo.
È testimonial delle edizioni 2010-2012-2014-2016-2018 del Convivio, mostra mercato di beneficenza a favore di Anlaids, svoltasi a Milano.
Nel luglio 2017 parte per una nuova missione umanitaria, come volontario di "Terre des Hommes", al centro per profughi siriani di Zarqa, in Giordania, il cui racconto video-fotografico diventa una mostra SI RIAccendono i colori della PACE, inaugurata al Palazzo Ducale di Martina Franca e quindi a Roma al Palazzo Doria-Pamphili e successivamente alla Milano Art Gallery del capoluogo lombardo nel 2018.
Nel giugno 2018 parte per una missione umanitaria per "Terre des Hommes" nelle baraccopoli del Myanmar, che viene raccontata dalla mostra video-fotografica La loro vita non è un gioco a Palazzo Lombardia a Milano e a seguire al Palazzo Ducale di Martina Franca.
I Bambini di Nessuno è il racconto fotografico con i diari di bordo delle ultime missioni umanitarie del conduttore e attore per "Terre des Hommes" nei campi profughi siriani ad Aarsal al confine siriano-libanese e a Zarqa al confine siriano-giordano e nelle baraccopoli del Myanmar. Il libro, edito da Admaiora, esce in concomitanza della mostra video-fotografica La loro vita non è un gioco, che racconta l'ultima missione in Myanmar.
Conduce a Radio RID, nel 2019, il programma Attualmente diverso, in cui commenta i fatti del giorno su politica, economia, sociale e attualità.
Nel 2019 è al timone de La vita in diretta Estate su Rai 1, insieme a Lisa Marzoli.
È conduttore di Linea verde su Rai 1, con Ingrid Muccitelli, nel 2019-2020.
Nel dicembre 2019 conduce, sulle reti Rai, la 30ª edizione di Telethon, maratona di beneficenza con Paolo Belli, Eleonora Daniele, Antonella Clerici, Camila Raznovich, Ingrid Muccitelli, Alessandro Greco, Lorena Bianchetti, Arianna Ciampoli.
Dal 2010 lavora al fianco dei City Angels in aiuto ai senzatetto.
Dal 29 giugno 2020 conduce ogni mattina dal lunedì al venerdì alle 12, in coppia con Anna Falchi, C'è tempo per... su Rai 1.
Dal 20 settembre 2020 torna alla conduzione di Linea verde per il secondo anno, con Ingrid Muccitelli, tutte le domeniche su Rai 1.
Nel dicembre 2020 conduce la 31ª edizione di Telethon, maratona di beneficenza con Paolo Belli e Arianna Ciampoli su Rai 2.
Dal 3 luglio 2021 conduce su Rai 1, con Anna Falchi, Uno Weekend. Dal 15 agosto 2021, sempre su Rai 1, conduce Azzurro. Storie di mare. Dal 26 settembre 2021 torna alla conduzione di Linea verde per il terzo anno.
Durante le Olimpiadi di Tokyo 2020 conduce Il futuro in gioco, su Rai 2 per SOS Villaggi dei Bambini Onlus, oltre ad essere il testimonial della campagna nell’estate del 2021.
A partire dal 28 novembre 2021 conduce Evoluzione Terra su Rai 1. Nel dicembre 2021 conduce la 32ª edizione di Telethon, maratona di beneficenza con Anna Falchi, Paolo Belli e Arianna Ciampoli su Rai 1.
Conduce su Rai 2 nel 2022: Stupor mundi premio Federico II e Women for Women against violence - Camomilla award.
Dal 24 luglio 2022, sempre su Rai 1, conduce Azzurro. Storie di mare e dal 13 agosto Linea verde 100 sul segreto della longevità. ‘In viaggio con Beppe Convertini’ è il diario di bordo, con foto, aneddoti e storie del viaggio con "Linea verde e Azzurro. Storie di mare" su Rai 1 edito da AdMaiora. Ritorna dal 25 settembre, tutte le domeniche alle 12:20 su Rai 1, a condurre per il quarto anno, il programma storico della rete ammiraglia Linea verde. In uscita il 7 marzo il libro Paesi miei, edito da Rai Libri.
Nell’aprile 2023 è impegnato sul set del film 72 Ore, con Sebastiano Somma, Corinne Cléry, Debora Caprioglio e Kaspar Capparoni. Nell’estate 2023 conduce la terza edizione di Azzurro... storie di mare su Rai 1, ed è impegnato tutte le domeniche su RTL 102.5 con il Non Stop Music. Da settembre ogni sabato, alle 8:30 e domenica alle 6:30, su Rai 1 conduce Unomattina in famiglia, con Monica Setta e Ingrid Muccitelli. In libreria con Il Paese Azzurro edizioni Rai Libri il 29 maggio 2024! 
Conduce il Premio Cimitile su Rai2 il 25 giugno in seconda serata con Veronica Maya.
Dal 6 luglio al 15 settembre 2024 conduce Lido Asiago 10 su Rai Radio 2 ogni sabato e domenica dalle 16 alle 19:30 con Jodie Alivernini.
In ‘Eccellenze Italiane‘ in onda su Rai3 racconta le eccellenze e le bellezze della nostra Italia.
Direttore artistico del Procida Film Festival 2024 e torna a condurre Uno Mattina In Famiglia al sabato alle 8:30 e alla domenica alle 7:05 su Rai1.
Dal 28 dicembre 2024 conduce Chalet Asiago 10 con Jodie Alivernini su Rai Radio 2 tutti i sabato e domenica dalle 16 alle 19:30.
Conduce Women for Women Against Violence Camomilla Award l’11 gennaio 2025 su Rai1.
Conduce su Rai3 Agrigento Capitale Italiana della Cultura con Incoronata Boccia vice direttrice del Tg1 alla presenza del Presidente della Repubblica Sergio Mattarella e del Ministro della Cultura Alessandro Giuli.
Conduce il Premio Cimitile 2025 in seconda serata su Rai2 
Riparte Azzurro..Storie di Mare per la sua quinta edizione dal 5 luglio al 13 settembre ogni sabato alle 17:55 su Rai1 e la seconda edizione di Lido Asiago 10 ogni sabato e domenica dalle 16 alle 19:30 su Rai Radio 2!

### Vita privata
Beppe Convertini non si è mai sposato e si professa cattolico.

## Filmografia

### Cinema
- Belle al bar, regia di e con Alessandro Benvenuti (1994)
- Il cielo in una stanza, regia di Carlo Vanzina (1999)
- Una milanese a Roma, regia di Diego Febbraro (2001)
- Il fidanzato ideale, regia di Claudio Bozzatello (2004)
- I giorni perduti, regia di Bruno Gaburro (2006)
- Secondo tempo, regia di Fabio Bastianello (2010)
- Baci salati, regia di Antonio Zeta (2012)
- Io che amo solo te, regia di Marco Ponti (2015)
- Stavolta tocca a me, regia di Alessandra Carlesi (2016)
- Mi rifaccio il trullo, regia di Vito Cea (2016)
- Le grida del silenzio, regia di Alessandra Carlesi (2018)
- Un figlio a tutti i costi, regia di Fabio Gravina (2018)
- Il quaderno nero dell'amore, regia di Marilu' Manzini (2018)
- 72 Ore, regia di Luciano Luminelli (2023)
- Direttore Artistico del Procida Film Festival 2024

### Televisione
- Vivere – soap opera (Canale 5, 2000-2002)
- L'avvocato (TSI, 2003-2004)
- Fratelli detective – serie TV (Canale 5, 2011)
- Le tre rose di Eva 3 – serie TV (Canale 5, 2015)
- Non dirlo al mio capo – serie TV (Rai 1, 2016)

## Teatro
- Il passerotto, con Leopoldo Mastelloni, regia di Bonizza (1993)
- Il colpo della strega,con Antonella Elia, regia di Fabio Crisafi (2002)
- Sex in the City, regia di Fabio Crisafi (2006)
- Sex in the City 2, regia di Fabio Crisafi (2007)
- Off, con Daniela Poggi regia di Enrico Maria Lamanna (2010)
- Ars Amandi, regia di Beppe Convertini (2012-2013)
- Vico Sirene, con Massimiliano Gallo e Francesco Di Leva, regia di Enrico Maria Lamanna (2014)
- Lui che ama mio marito, con Alma Manera regia di Maria Pia Liotta (2016)
- Ricette d'amore, regia di Diego Ruiz (2017-2018)
- Ciak si gira! Cine...Ma!, con Alma Manera, regia di Maria Pia Liotta (2019)

## Programmi televisivi
- Festivalbar (Italia 1, 1994)
- Canzone d'autore (Rai 1, 1995)
- Chi c'è... c'è (Rete 4, 1995-1997)
- Estate sul 2 (Rai 2, 2004)
- L'Italia in vetrina (Sky, 2017)
- La vita in diretta Estate (Rai 1, 2019)
- Linea verde (Rai 1, 2019-2023)
- Storie in bicicletta (Rai 1, 2019-2020)
- Telethon (Rai 1, Rai 2, 2019-2023)
- C'è tempo per... (Rai 1, 2020)
- Uno Weekend (Rai 1, 2021)
- Il futuro in gioco (Rai 2, 2021)
- Azzurro - Storie di mare (Rai 1, dal 2021)
- Evoluzione terra (Rai 1, 2021-2022)
- Stupor mundi premio Federico II (Rai 2, 2022)
- Women for Women against violence - Camomilla award (Rai 2, Rai 3, Rai 1, 2022-2025)
- Linea verde 100 (Rai 1, 2022)
- Unomattina in famiglia (Rai 1, dal 2023)
- Premio Cimitile  (Rai 2, 2024-2025)
- Eccellenze Italiane (Rai 3, 2024)
- Agrigento Capitale Italiana della Cultura (Rai 3, 2025)

## Radio
- Gente della notte, (Rai Radio 2, 2006)
- Brave ragazze (Rai Radio 2, 2011-2014)
- Che ci faccio qui (Rai Radio 2, 2014-2015)
- Italiani in Continenti (Rai Radio 2, 2015-2017)
- Attualmente diverso (RID, 2019)
- Non Stop Music (RTL 102.5, 2023)
- Lido Asiago 10 (Rai Radio 2, 2024-2025)
- Chalet Asiago 10 (Rai Radio 2, 2024-2025)

## Opere
•  I Bambini di Nessuno AdMaiora, 2019
•  In viaggio con Beppe Convertini        AdMaiora, 2021
- Paesi miei: in viaggio con 'Linea verde' alla scoperta delle tradizioni d'Italia, Roma, Rai libri, 2022, ISBN 978-88-397-1861-7.
- Il Paese azzurro: un viaggio alla scoperta delle coste della nostra Italia e del suo mare, Roma, Rai Libri, 2024, ISBN 978-88-397-1890-7.

## Riconoscimenti
- Telegatto Vivere Miglior Soap Opera 2001
- Premio Moige Linea Verde 2020
- Premio Miglior Conduttore 2021
- Premio Miglior Programma 2021 Linea Verde
- Premio Miglior Programma intrattenimento 2021 Uno Weekend

- Premio Miglior Programma 2022 Linea Verde
- Premio Internazionale "G. Falcone - P. Borsellino" - Sezione Impegno sociale
- Premio Antenna d’Oro per la Tivvù, Miglior Presentatore 2024
- Ambasciatore del Fischietto in terracotta di Rutigliano (Ba) 2025
- Premio Fair Play 2025
- Microfono D’Oro a Lido Asiago 10 su Rai Radio 2 con Jodie Alivernini 2025